# 里德 (阿肯色州)
里德（英語：Reed）是一個位於美國阿肯色州迪沙縣的市鎮。

## 地理
里德的座標為33°42′07″N 91°26′38″W / 33.70194°N 91.44389°W，而該地的平均海拔高度為45米（即148英尺）。

## 人口
根據2020年美國人口普查的數據，里德的面積為0.53平方千米，皆為陸地。當地共有人口130人，而人口密度為每平方千米245人。